# Kölningsträsk
Kölningsträsk är en sjö i Gotlands kommun i Gotland och ingår i Gothemån-Snoderåns kustområde. Sjön har en area på 0,12 kvadratkilometer och ligger 9 meter över havet. Kölningsträsk ligger i Kölningsträsk Natura 2000-område. Vid provfiske har abborre, gädda, mört och sarv fångats i sjön.
Kölningsträsk är den sydligaste av de större sjöarna i området mellan Bästeträsk och Kappelshamnsviken. Vegetationen i sjön domineras av kransalger. Dybläddra växer i södra änden av Kölningsträsk.

## Delavrinningsområde
Kölningsträsk ingår i det delavrinningsområde (642230-168526) som SMHI kallar för Utloppet av Bästeträsk. Medelhöjden är 17 meter över havet och ytan är 39,92 kvadratkilometer. Det finns inga delavrinningsområden uppströms utan avrinningsområdet är högsta punkten. Delavrinningsområdets utflöde mynnar i havet. Delavrinningsområdet består mestadels av skog (53 procent), öppen mark (12 procent) och jordbruk (16 procent). Avrinningsområdet har 7,25 kvadratkilometer vattenytor vilket ger avrinningsområdet en sjöprocent på 18,2 procent.